# Бенковачко Село
Бенковачко Село је насељено у Равним Котарима, у сјеверној Далмацији. Припада граду Бенковцу у Задарској жупанији, Република Хрватска.

## Географија
Насеље се налази у непосредној близини самог Бенковца, и дјелује више као предграђе овог градића него као посебно насеље.

## Историја
Бенковачко Село се од распада Југославије до августа 1995. године налазило у Републици Српској Крајини.

## Становништво
По попису из 1991. године, број становника био је 630, од чега су се 625 изјаснили као Срби. Готово све становништво је избјегло из села током операције Олуја. По попису из 2001. године, Бенковачко Село је имало 534 становника, углавном Хрвата досељених из БиХ након 1995. године, уз нешто српских повратника. Бенковачко Село је према попису становништва из 2011. године имало 789 становника.
| Националност       | 1991. | 1981. | 1971. | 1961. |
| Срби               | 625   | 472   | 439   | 457   |
| Југословени        | 2     | 15    | 2     |       |
| Хрвати             | 3     | 2     | 4     | 10    |
| остали и непознато | 0     | 3     |       |       |
| Укупно             | 630   | 492   | 445   | 467   |

| Демографија | Демографија | Демографија |
| Година      | Становника  | Становника  |
| ----------- | ----------- | ----------- |
| 1961.       | 467         |             |
| 1971.       | 445         |             |
| 1981.       | 492         |             |
| 1991.       | 630         |             |
| 2001.       | 534         |             |
| 2011.       |             | 789         |

## Попис 1991.
На попису становништва 1991. године, насељено место Бенковачко Село је имало 630 становника, следећег националног састава:
| Попис 1991.‍  | Попис 1991.‍  | Попис 1991.‍ | Попис 1991.‍ | Попис 1991.‍ |
| ------------ | ------------ | ----------- | ----------- | ----------- |
|              |              |             |             |             |
| Срби         | Срби         |             | 620         | 98,41%      |
| Хрвати       | Хрвати       |             | 5           | 0,79%       |
| Југословени  | Југословени  |             | 2           | 0,31%       |
| неопредељени | неопредељени |             | 2           | 0,31%       |
| непознато    | непознато    |             | 1           | 0,15%       |
| укупно: 630  |              |             |             |             |